# Cristóbal Américo Rivera
Cristóbal Américo Rivera (Ibagué, 20 de octubre de 1935-Bogotá, 29 de diciembre de 2014) fue un médico, periodista y locutor colombiano.

## Biografía
De origen tolimense, inicialmente fue egresado como médico cirujano de la Universidad Nacional de Colombia, carrera que abandonó para incursionar en la locución radial trabajando para Ecos del Combeima en 1952 y luego en la emisora La Verdad en su ciudad natal y finalmente se trasladó a Bogotá para trabajar en el radioperiódico La Opinión de La Voz de Bogotá (1956-1970). Posteriormente estuvo en otras emisoras como Radio Melodía, Radio Súper y Radio Reloj.
En 1996, se vinculó a RCN Radio para presentar el noticiero popular Alerta Bogotá en la emisora La Cariñosa, donde su estilo inconfundible de presentación de las noticias posicionó su espacio radial como uno de los mejores del país y permaneció hasta 2012, año en el cual se retiró de la locución para dedicar sus últimos años a su familia. También participó como voz principal para la pauta publicitaria de la crema medicinal Doloran.
Falleció a finales de diciembre de 2014 por complicaciones de salud.

## Parodia
Gracias al estilo en la presentación radial con el que gozó Rivera, el humorista del programa Sábados Felices, Juan Ricardo Lozano, creó el personaje de Alerta que suele parodiar noticias ya fueran basadas en las del extinto locutor o inventadas por el cómico, lo que contribuyó a aumentar la fama de ambos en los medios.